# Nguyễn Văn Thanh (chính khách)
Nguyễn Văn Thanh (sinh ngày 27 tháng 2 năm 1956) là một chính trị gia người Việt Nam. Ông từng là đại biểu Quốc hội Việt Nam khóa 13 nhiệm kì 2011-2016 thuộc đoàn đại biểu tỉnh Vĩnh Long.

## Xuất thân và giáo dục
Nguyễn Văn Thanh sinh ngày 27 tháng 2 năm 1956, người dân tộc Kinh, không theo tôn giáo nào.
Ông có quê quán ở phường An Hòa, quận Ninh Kiều, TP Cần Thơ.
Ông có bằng Thạc sỹ khoa học sinh vật và môi trường và bằng Cử nhân chính trị.

## Sự nghiệp
Ngày 8 tháng 2 năm 1988, Nguyễn Văn Thanh gia nhập Đảng Cộng sản Việt Nam.
Ông từng là Đại biểu Quốc hội Việt Nam khóa 10.
Ông từng là Đại biểu Quốc hội Việt Nam khóa 13 nhiệm kì 2011-2016 thuộc đoàn đại biểu tỉnh Vĩnh Long, đồng thời là Ủy viên Ban thường vụ tỉnh ủy, Phó Chủ tịch Ủy ban nhân dân tỉnh Vĩnh Long, Ủy viên Ủy ban Khoa học, Công nghệ và Môi trường của Quốc hội khóa 13.